# نادي ستاليبريدج سيلتيك
نادي ستاليبريدج سيلتيك هو نادي كرة قدم بريطاني أٌسس عام 1909. يلعب النادي في دوري الشمال الوطني.